# Санто-Стефано-ді-Кадоре
Санто-Стефано-ді-Кадоре (італ. Santo Stefano di Cadore) — муніципалітет в Італії, у регіоні Венето, провінція Беллуно.
Санто-Стефано-ді-Кадоре розташоване на відстані близько 520 км на північ від Рима, 130 км на північ від Венеції, 55 км на північний схід від Беллуно.
Населення — 2625 осіб (2014).

## Демографія
Населення за роками:

Станом на 1 січня 2023 року в муніципалітеті офіційно проживало 45 іноземців з 12 країн, серед них 18 громадян країн Євросоюзу та 8 громадян України.

## Сусідні муніципалітети
- Ауронцо-ді-Кадоре
- Данта-ді-Кадоре
- Форні-Авольтрі
- Обертілліак
- Сан-Ніколо-ді-Комеліко
- Сан-П'єтро-ді-Кадоре
- Саппада
- Унтертілліак
- Віго-ді-Кадоре